# Qualificazioni al campionato mondiale di calcio 2014 - UEFA - Fase a gironi, gruppo C

## Classifica
| Squadra    | Pt | G  | V | N | P | GF | GS | DR  |
| ---------- | -- | -- | - | - | - | -- | -- | --- |
| Germania   | 28 | 10 | 9 | 1 | 0 | 36 | 10 | +26 |
| Svezia     | 20 | 10 | 6 | 2 | 2 | 19 | 14 | +5  |
| Austria    | 17 | 10 | 5 | 2 | 3 | 20 | 10 | +10 |
| Irlanda    | 14 | 10 | 4 | 2 | 4 | 16 | 17 | -1  |
| Kazakistan | 5  | 10 | 1 | 2 | 7 | 6  | 21 | -15 |
| Fær Øer    | 1  | 10 | 0 | 1 | 9 | 4  | 29 | -25 |

## Risultati

### 1ª giornata
| Arbitro: | Ionut Avram |

|                 |           |                            |
| Nūrdäuletov 37’ | Marcatori | 89’ (rig.) Keane 90’ Doyle |

| Arbitro: | Bobby Madden |

|                         |           |  |
| Götze 28’ Özil 54’, 72’ | Marcatori |  |

| Arbitro: | Serhij Bojko |

|                    |           |  |
| Elm 37’ Berg 90+2’ | Marcatori |  |

### 2ª giornata
| Arbitro: | Björn Kuipers |

|               |           |                          |
| Junuzović 57’ | Marcatori | 44’ Reus 52’ (rig.) Özil |

| Astana 12 ottobre 2012, ore 22:00 UTC+6 | Kazakistan   | 0 – 0 referto | Austria | Astana Arena (12 900 spett.)\| Arbitro: \| Tamás Bognár \| |
| Arbitro:                                | Tamás Bognár |               |         |                                                            |

| Arbitro: | Anastasios Sidīropoulos |

|                 |           |                                |
| Baldvinsson 57’ | Marcatori | 63’ Kačaniklić 74’ Ibrahimović |

### 3ª giornata
| Arbitro: | Nicola Rizzoli |

|             |           |                                                 |
| Keogh 90+2’ | Marcatori | 32’, 40’ Reus 55’ Özil 58’ Klose 61’, 83’ Kroos |

| Arbitro: | Lorenc Jemini |

|            |           |                                                         |
| Hansen 55’ | Marcatori | 47’ Wilson 52’ Walters 73’ (aut.) Justinussen 89’ O'Dea |

| Arbitro: | Jakob Kehlet |

|                                       |           |  |
| Janko 24’, 63’ Alaba 71’ Harnik 90+3’ | Marcatori |  |

### 4ª giornata
| Arbitro: | Pedro Proença |

|                                        |           |                                                   |
| Klose 8’, 15’ Mertesacker 39’ Özil 55’ | Marcatori | 62’ Ibrahimović 64’ Lustig 76’ Elmander 90+3’ Elm |

| Arbitro: | Anastassios Kakos |

|  |           |                                         |
|  | Marcatori | 20’ Schweinsteiger 22’ Götze 73’ Müller |

| Arbitro: | Oleksandr Derdo |

|                                                                   |           |  |
| Hosiner 8’, 20’ Ivanschitz 28’ Junuzović 77’ Alaba 78’ Garics 82’ | Marcatori |  |

### 5ª giornata
| Solna 22 marzo 2013, ore 20:45 UTC+1 | Svezia                   | 0 – 0 referto | Irlanda | Friends Arena (49 436 spett.)\| Arbitro: \| Alberto Undiano Mallenco \| |
| Arbitro:                             | Alberto Undiano Mallenco |               |         |                                                                         |

| Arbitro: | Halis Özkahya |

|                                      |           |               |
| Reus 23’, 90’ Götze 27’ Gündoğan 31’ | Marcatori | 46’ Şmïdtgal' |

| Arbitro: | Marijo Strahonja |

|                         |           |                        |
| Walters 25’, 45’ (rig.) | Marcatori | 11’ Harnik 90+1’ Alaba |

### 6ª giornata
| Arbitro: | Gianluca Rocchi |

|                            |           |              |
| Alaba 26’ (rig.) Janko 32’ | Marcatori | 82’ Elmander |

| Arbitro: | Mattias Gestranius |

|                    |           |  |
| Keane 5’, 55’, 81’ | Marcatori |  |

| Arbitro: | Nikolaj Jordanov |

|                             |           |  |
| Ibrahimović 35’, 82’ (rig.) | Marcatori |  |

### 7ª giornata
| Arbitro: | Johnny Casanova |

|                                       |           |                 |
| Nūrdäuletov 50’ (rig.) Fïnonçenko 63’ | Marcatori | 23’ Benjaminsen |

| Arbitro: | Milorad Mažić |

|                                |           |  |
| Klose 33’ Kroos 51’ Müller 88’ | Marcatori |  |

| Arbitro: | Damir Skomina |

|           |           |                           |
| Keane 22’ | Marcatori | 33’ Elmander 57’ Svensson |

### 8ª giornata
| Arbitro: | Miroslav Zelinka |

|  |           |                |
|  | Marcatori | 1’ Ibrahimović |

| Arbitro: | Olegário Benquerença |

|           |           |  |
| Alaba 84’ | Marcatori |  |

| Arbitro: | Gediminas Mažeika |

|  |           |                                            |
|  | Marcatori | 23’ Mertesacker 74’ (rig.) Özil 84’ Müller |

### 9ª giornata
| Arbitro: | Serge Gumienny |

|                                     |           |  |
| Khedira 12’ Schürrle 52’ Özil 90+2’ | Marcatori |  |

| Arbitro: | Cüneyt Çakır |

|                            |           |            |
| Olsson 56’ Ibrahimović 86’ | Marcatori | 12’ Harnik |

| Arbitro: | Dumitru Muntean |

|             |           |                 |
| Hansson 41’ | Marcatori | 55’ Finonchenko |

### 10ª giornata
| Arbitro: | William Collum |

|                              |           |                                           |
| Hysén 6’, 69’ Kačaniklić 42’ | Marcatori | 45’ Özil 52’ Götze 57’, 66’, 76’ Schürrle |

| Arbitro: | Liran Liani |

|  |           |                                    |
|  | Marcatori | 16’ Ivanschitz 64’ Prödl 67’ Alaba |

| Arbitro: | Vadims Direktorenko |

|                                               |           |            |
| Keane 17’ (rig.) O'Shea 26’ Shomko 78’ (aut.) | Marcatori | 13’ Shomko |

## Statistiche

### Classifica marcatori
8 gol
- Mesut Özil

6 gol
- David Alaba
- Robbie Keane
- Zlatan Ibrahimović

5 gol
- Marco Reus

4 gol
- Miroslav Klose
- Mario Götze
- André Schürrle

3 gol
- Marc Janko
- Martin Harnik
- Toni Kroos
- Thomas Müller
- Jonathan Walters
- Johan Elmander

2 gol
- Philipp Hosiner
- Zlatko Junuzović
- Andreas Ivanschitz
- Per Mertesacker
- Qairat Nūrdäuletov
- Andrey Fïnonçenko
- Rasmus Elm
- Tobias Hysén
- Alexander Kačaniklić

1 gol
- György Garics
- Sebastian Prödl
- Rógvi Baldvinsson
- Fróði Benjaminsen
- Arnbjørn Hansen
- Hallur Hansson
- İlkay Gündoğan
- Bastian Schweinsteiger
- Sami Khedira
- Kevin Doyle
- Andy Keogh
- Darren O'Dea
- John O'Shea
- Marc Wilson
- Genrïx Şmïdtgal'
- Dmitriy Shomko
- Marcus Berg
- Mikael Lustig
- Anders Svensson
- Martin Olsson

Autoreti
- Pól Jóhannus Justinussen (pro Irlanda)
- Dmitriy Shomko (pro Irlanda)